# William Henry Smith (politiker)
William Henry Smith, född 24 juni 1825 i London, död 6 oktober 1891 på Walmer Castle nära Deal, Kent, var en brittisk politiker och affärsman, son till förläggaren William Henry Smith.
Smith inträdde helt ung i faderns affär och utvidgade denna till den stora distributions- och förlagsfirman W. H. Smith & son. Han förvärvade åt denna en faktisk monopolställning i fråga om försäljning av tidningar och böcker på järnvägsstationerna vid Englands alla större järnvägar, uppsatte vandringsbibliotek, utgav goda billighetsböcker och förvärvade, efter faderns död, 1865, som ensam innehavare av firman, en betydande förmögenhet.
Smith valdes 1868 till ledamot av underhuset för Westminster efter en het valstrid, i vilken han som moderatkonservativ kandidat besegrade den radikale kandidaten John Stuart Mill. År 1874 blev han sekreterare vid finansdepartementet i Disraelis ministär, fick 1877 som sjöminister plats i regeringen och tillhörde efter systemskiftet 1880 den konservativa oppositionens ledande i underhuset, utsatt liksom sir Stafford Northcote för häftiga angrepp från den fronderande gruppen "fjärde partiet", som tyckte att de gamla officiella ledarna ("the old gang") var alltför spaka och beskedliga i deras opposition mot Gladstone.
I Salisburys första ministär (1885-86) var Smith först krigsminister och därpå en kort tid minister för Irland; i den andra blev han (juni 1886) åter krigsminister samt övertog vid lord Randolph Churchills plötsliga avgång (i december samma år) som förste skattkammarlord ledarskapet i underhuset. Som debattör var Smith ganska medelmåttig, men hans ärlighet, klokhet och praktiska saklighet förvärvade honom allmän aktning av både partivänner och politiska motståndare. Hans änka erhöll titeln viscountessa Hambleden.